# Yulee
Yulee ist  ein census-designated place (CDP) im Nassau County im US-Bundesstaat Florida. Das U.S. Census Bureau hat bei der Volkszählung 2020 eine Einwohnerzahl von 14.195 ermittelt. 

## Geographie
Yulee liegt rund fünf Kilometer westlich von Fernandina Beach sowie etwa 25 Kilometer nördlich von Jacksonville. Der CDP wird vom U.S. Highway 17 und der Florida State Road A1A durchquert.

## Geschichte
Das Eisenbahnzeitalter in Yulee begann 1858 mit dem Bau der Florida Railroad von Fernandina Beach nach Starke. Die Strecke wurde schrittweise verlängert und erreichte 1861 bei Cedar Key den Golf von Mexiko. Zu einem wichtigen Eisenbahnknoten wurde Yulee 1881, als durch die Florida Central and Peninsular Railroad zuerst der Abschnitt Jacksonville – Yulee und schließlich 1894 eine Verlängerung bis Savannah (Georgia) eröffnet wurde. Beide Bahnstrecken gingen nachfolgend in die SAL, in die SSR und schließlich zu CSX über. Der Abschnitt Yulee – Fernandina Beach wurde 2005 von der neu gegründeten First Coast Railroad übernommen.

## Demographische Daten
Laut der Volkszählung 2010 verteilten sich die damaligen 11.491 Einwohner auf 4.905 Haushalte. Die Bevölkerungsdichte lag bei 193,1 Einw./km². 90,5 % der Bevölkerung bezeichneten sich als Weiße, 5,6 % als Afroamerikaner, 0,4 % als Indianer und 0,9 % als Asian Americans. 1,1 % gaben die Angehörigkeit zu einer anderen Ethnie und 1,5 % zu mehreren Ethnien an. 3,1 % der Bevölkerung bestand aus Hispanics oder Latinos.
Im Jahr 2010 lebten in 34,3 % aller Haushalte Kinder unter 18 Jahren sowie 22,7 % aller Haushalte Personen mit mindestens 65 Jahren. 73,0 % der Haushalte waren Familienhaushalte (bestehend aus verheirateten Paaren mit oder ohne Nachkommen bzw. einem Elternteil mit Nachkomme). Die durchschnittliche Größe eines Haushalts lag bei 2,63 Personen und die durchschnittliche Familiengröße bei 3,02 Personen.
25,8 % der Bevölkerung waren jünger als 20 Jahre, 26,8 % waren 20 bis 39 Jahre alt, 29,9 % waren 40 bis 59 Jahre alt und 17,4 % waren mindestens 60 Jahre alt. Das mittlere Alter betrug 38 Jahre. 50,1 % der Bevölkerung waren männlich und 49,9 % weiblich.
Das durchschnittliche Jahreseinkommen lag bei 55.862 $, dabei lebten 9,3 % der Bevölkerung unter der Armutsgrenze.
Im Jahr 2000 war Englisch die Muttersprache von 99,15 % der Bevölkerung und spanisch sprachen 0,85 %.

## Söhne und Töchter der Stadt
- Derrick Henry (* 1994), American-Football-Spieler

## Sonstiges
Der Ort wurde nach dem Politiker David Levy Yulee benannt.